# Поддубровка (Добринский район)
Подду́бровка — деревня Мазейского сельсовета Добринского района Липецкой области.

## История и название
Основана в начале XIXв. переселенцами из с. Поддубровки (ныне в Усманском районе). Название перенесено с прежнего места жительства. В списках населенных мест 1862 г. – деревня казенная Мазейка (Поддубровские Выселки, Дубровская), 27 дворов.

## Население
| 2010 |
| ---- |
| 67   |

## Объекты культурного значения
- Курганная группа  (5 насыпей)   исторический памятник (региональный)[2]